# Sclerocyphon serratus
Sclerocyphon serratus là một loài bọ cánh cứng trong họ Psephenidae. Loài này được Lea miêu tả khoa học đầu tiên năm 1895.